# Uma Palavra
| Críticas profissionais | Críticas profissionais |
| Avaliações da crítica  | Avaliações da crítica  |
| Fonte                  | Avaliação              |
| ---------------------- | ---------------------- |
| Allmusic               | [ 1 ]                  |

Uma Palavra é um disco do músico brasileiro Chico Buarque. Foi lançado no ano de 1995.

## Faixas[3]
| N.º | Título                    | Compositor(es)              | Duração |  |
| 1.  | "Estação derradeira"      | Chico Buarque               | 2:32    |  |
| 2.  | "Morro Dois Irmãos"       | Chico Buarque               | 3:12    |  |
| 3.  | "Ela é dançarina"         | Chico Buarque               | 3:30    |  |
| 4.  | "Samba e amor"            | Chico Buarque               | 3:49    |  |
| 5.  | "A Rosa"                  | Chico Buarque               | 2:23    |  |
| 6.  | "Joana francesa"          | Chico Buarque               | 3:05    |  |
| 7.  | "O futebol"               | Chico Buarque               | 3:23    |  |
| 8.  | "Ela desatinou"           | Chico Buarque               | 3:51    |  |
| 9.  | "Quem te viu, quem te vê" | Chico Buarque               | 3:43    |  |
| 10. | "Pelas tabelas"           | Chico Buarque               | 2:52    |  |
| 11. | "Eu te amo"               | Chico Buarque, Tom Jobim    | 2:28    |  |
| 12. | "Valsa brasileira"        | Chico Buarque, Edu Lobo     | 2:36    |  |
| 13. | "Amor barato"             | Chico Buarque, Francis Hime | 2:49    |  |
| 14. | "Vida"                    | Chico Buarque               | 3:17    |  |
| 15. | "Uma palavra"             | Chico Buarque               | 3:02    |  |